# Écluse de Fobney

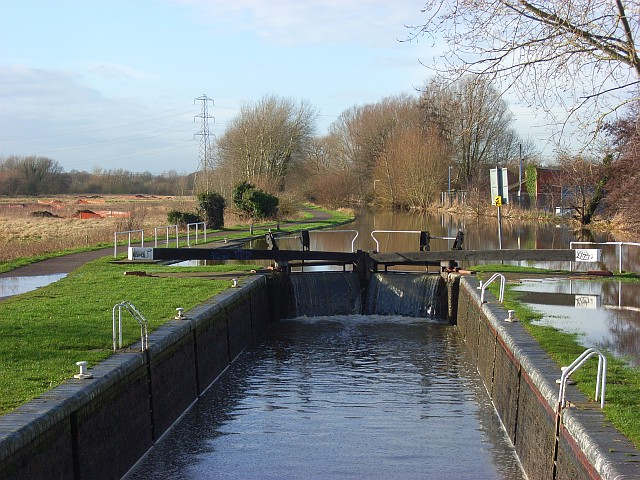
Écluse de Fobney, photo prise en direction de l'amont.

L’écluse de Fobney est une écluse sur le canal Kennet et Avon, située dans la zone de the Small Mead dans la ville de Reading, dans le Berkshire, en Angleterre.
L'écluse de Fobney a été construite entre 1718 et 1723 sous la direction de l'ingénieur John Hore de Newbury. Cette portion de rivière est maintenant administrée par la British Waterways et connue sous le nom de voie navigable Kennet (Kennet Navigation). L’écluse permet de franchir un dénivelé de 2,24 m (7 pieds 8 pouces). Il y a aussi une station de pompage adjacente qui assure à l’écluse des niveaux d'eau suffisants.
Il y a eu des projets en cours pour transformer l'île de Fobney, à côté de l’écluse, en une réserve naturelle de zones humides.